# Africani bianchi di origine europea
Gli Africani bianchi (o meno comunemente africani europei o euro-africani) sono i discendenti dei coloni europei che nei secoli passati si insediarono in Africa. Questa definizione esclude, perciò, I sudafricani bianchi si distinguono dalle popolazioni indigene del Nord Africa, talvolta identificate come bianche, ma non europee.
Gli Africani bianchi discendono soprattutto da olandesi, britannici, francesi, portoghesi, tedeschi, e in misura minore da italiani, spagnoli, austriaci, scandinavi, greci, lituani, belgi, svizzeri e irlandesi.